# Женщины за будущее Израиля
«Женщины за будущее Израиля» (известное как «Женщины в зелёном»; англ. Women for Israel's tomorrow, англ. Women in green) — израильское правое женское движение, не связанное с какой-либо политической партией. Основано в 1993 году.
Израильская газета «Маарив» назвала движение «наиболее заметным и активным движением народного сопротивления, возникшим в Израиле в последние годы».
Позиция движения заключается в том, что «трансфер арабов — единственное решение, ведущее к миру». Арабы, с точки зрения «Женщин в зелёном», — потомки позднейших иммигрантов, наводнившие Святую землю за последние 100 лет, и их нужно переселить в сопредельные страны (Сирия, Иордания), откуда они прибыли.
Руководят движением Рут и Надя Матар. За годы общественной работы Надя Матар неоднократно преследовалась властями и подвергалась аресту.

## Представительства
Главный офис в Иерусалиме, отделения в Израиле и за его пределами—Лос-Анджелес, Нью-Йорк, Чикаго и Торонто.

## Деятельность
- Еженедельные демонстрации и пикеты
- Еженедельные статьи, постеры и агитация в газетах
- Лекции о политике правительства
- Поддержка еврейских общин в городе Хеврон и других городах Иудеи и Самарии.

## Идеи
- Противодействие политике одностороннего ухода из Самарии, Иудеи и Газы.
- Активная борьба за сохранение единства Иерусалима
- Борьба за сохранение национальной идентичности Государства Израиль
- Поддержка еврейской общины в Хевроне и помощь в проведении праздников Хануки и Пурим для детей этой общины.
- Лозунг движения: Земля Израиля — для народа Израиля согласно Торе Израиля

## События
В августе 2005 ряд поселений в Газе провозгласили независимость от Палестины и Израиля, назвав еврейскую автономию Государство Иудея. 18 августа израильское правительство приняло решение о штурме укреплений провозглашенной еврейской автономии в местечке Кфар-ха-Ям. Лидер поселенцев — А. Ицхаки, ещё около 40 поселенцев, а также активистки организации «Женщин в зелёном», в том числе Надя Матар, забаррикадировались на крыше дома.
Штурм дома Ицхаки был предпринят после того, как переговоры о добровольном уходе из здания всех находившихся в нём лиц, результатов не дали. Ицхаки сообщил о намерении открыть огонь по любому солдату или полицейскому, приближающемуся к его дому. Ицхаки вместе со своей женой и дочерью находились на крыше. Женщина отказывалась оставлять свой дом до последней минуты.
Однако, по свидетельству журналистов, Ицхаки подошел к ней и сказал: «Это только начало. Мы вместе поднимались, вместе и уйдем».